# Synchiropus kinmeiensis
Synchiropus kinmeiensis es una especie de peces de la familia Callionymidae en el orden de los Perciformes.

## Morfología
• Los machos pueden llegar alcanzar los 13,1 cm de longitud total.
- Número de  vértebras: 21.[1][2]

## Hábitat
Es un pez de mar y de aguas profundas que vive entre 220-532 m de profundidad.

## Distribución geográfica
Se encuentra en las Hawaii.

## Observaciones
Es inofensivo para los humanos.